# PZL M28
El PZL M28 Skytruck es un avión utilitario ligero polaco con capacidad STOL, producido por PZL Mielec, como un desarrollo del Antonov An-28 construido bajo licencia. Los primeros aviones construidos bajo licencia fueron designados PZL An-28. Los modelos de reconocimiento y patrulla marítima se denominan PZL M28B Bryza ("brisa marina").

## Desarrollo
El Antonov An-28 fue el ganador de una competición, contra el Beriev Be-30, que buscaba un nuevo transporte ligero utilitario y de pasajeros para las rutas cortas de Aeroflot, concebido para reemplazar al muy exitoso biplano An-2. El An-28 se deriva del anterior An-14. Las similitudes con el An-14 incluyen una disposición de ala alta y empenajes y timones dobles, pero se diferencia en que tiene un fuselaje mayor y reelaborado, con motores turbohélice. La planta motriz original era el TVD-850, pero los modelos de producción están propulsados por el más potente TVD-10B, con hélices tripala.
El An-28 realizó su primer vuelo como An-14M en septiembre de 1969 en la URSS. Un avión subsiguiente de preproducción voló por primera vez en abril de 1975. La producción del An-28 fue luego transferida a PZL Mielec de Polonia en 1978, aunque no fue hasta el 22 de julio de 1984 que voló el primer avión de producción polaca. El certificado de modelo soviético fue emitido en abril de 1986.
PZL Mielec se ha convertido en la única fuente de An-28 de producción. La variante básica, sin diferencias respecto a la soviética, fue designada PZL An-28 y estaba propulsada por motores PZL-10S (TVD-10B bajo licencia). Fueron en su mayoría construidos para la URSS, hasta su desaparición. El avión fue desarrollado por PZL Mielec en una versión occidentalizada propulsada por turbohélices Pratt & Whitney PT6A-65B de 820 kW (1100 shp) con hélices pentapala Hartzell, más alguna aviónica occidental (BendixKing) (una característica distinguible son los tubos de escape asomando por los lados de las góndolas motrices). El modelo recibió la certificación polaca en marzo de 1996, y el certificado Part 23 de la FAR estadounidense el 19 de marzo de 2004.
Aparte del Skytruck, PZL Mielec desarrolló una familia de aviones de transporte ligero y reconocimiento marítimo para la Fuerza Aérea y Armada polacas en los años 90, con motores originales PZL-10S, denominados PZL M28B en la Fuerza Aérea y Bryza en la Armada. Desde el año 2000, los M28B fabricados nuevos comenzaron también a ser equipados con hélices pentapala.
PZL Mielec fue comprada por Sikorsky en 2007. Comprada inicialmente para producir estructuras de helicópteros, la compañía también fabrica 10 M28 al año. El actual propietario de Sikorsky, Lockheed Martin, ha vendido el avión a los gobiernos de Indonesia, Jordania, Polonia, Venezuela, Vietnam, los Estados Unidos y operadores comerciales. Dividido igualmente entre solicitudes comerciales y militares, compite con el Viking Air Twin Otter, el Let 410 y el Dornier 228.

## Diseño

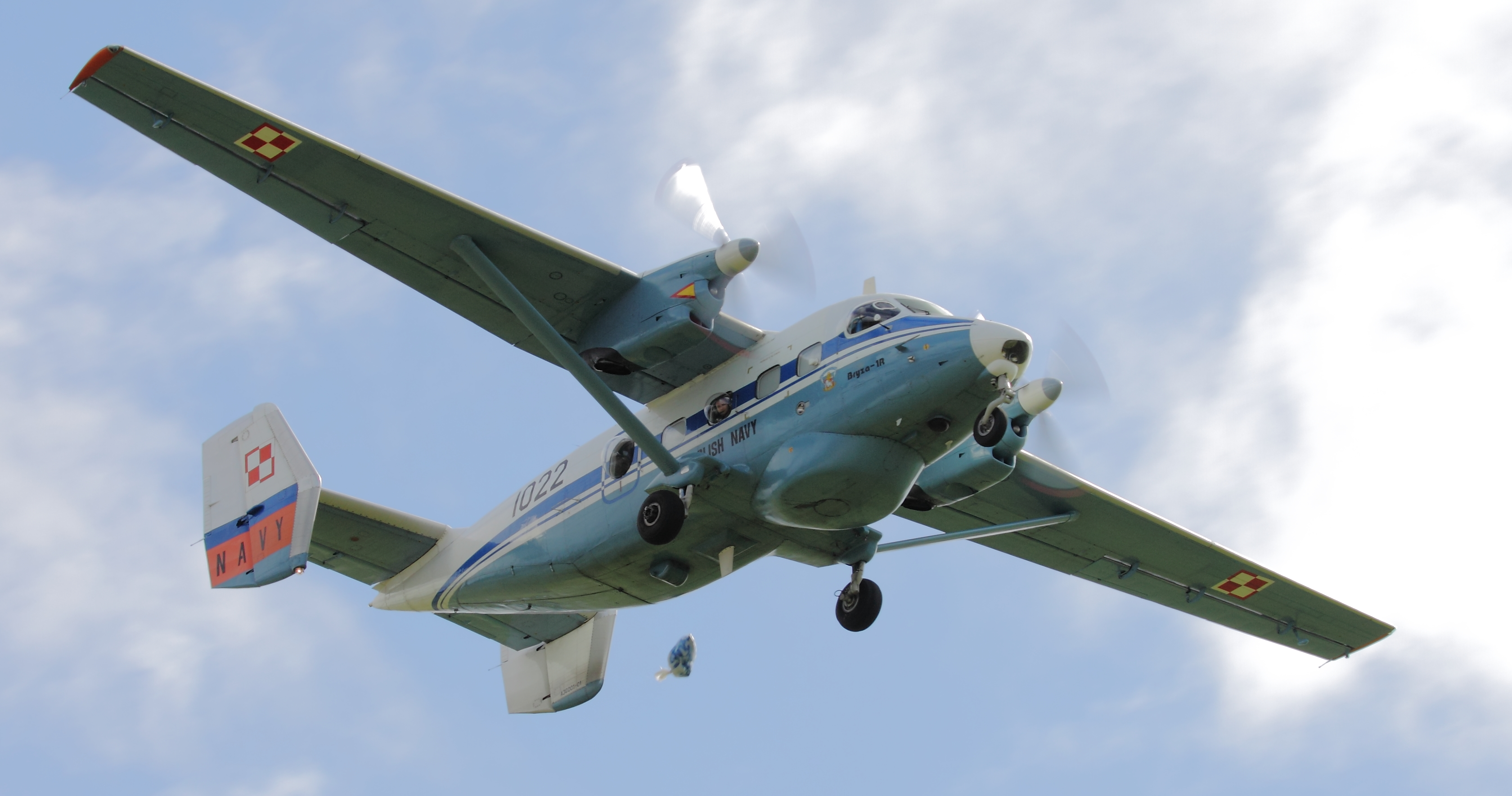
Ala alta arriostrada, aletas verticales gemelas y tren de aterrizaje triciclo.

El M28 es un monoplano bimotor de ala alta arriostrada con fuselaje totalmente metálico, aletas verticales gemelas y tren de aterrizaje triciclo. Si falla un motor, un deflector por delante del alerón se abre automáticamente en el ala opuesta. Esto limita la caída del ala a 12° en cinco segundos en lugar de 30°.
Es capaz de realizar despegues y aterrizajes cortos (STOL) y operaciones a gran altura y con altas temperaturas. Aerodinámicamente, despliega slats de borde de ataque cuando se aproxima a la velocidad de pérdida, permitiendo una baja velocidad de pérdida de 119 km/h, y aunque la carrera de aterrizaje certificada es de 500 m, PZL ha demostrado que aterriza en 156 m. Los separadores inerciales de las entradas de los conductos de aire, y la configuración invertida del PT6 y el ala alta protegen los motores y hélices de daños producidos por objetos extraños en operaciones en pistas no preparadas.
Están disponibles múltiples configuraciones: un avión comercial de 19 pasajeros con asientos 2-1 y contenedor de equipaje bajo la panza; un avión de carga con opción de un montacargas manual de 500 kg; el más común combi; un transporte vip; uno de evacuación médica con seis literas y siete asientos; una versión de búsqueda y rescate; una versión de lanzamiento de paracaidistas de 17 asientos; una cabina utilitaria de 18 pasajeros y se considera una versión de lucha aérea contra el fuego. Dos personas pueden intercambiar las configuraciones de pasajeros y carga en siete minutos. Sus puertas traseras de apertura interior permiten el lanzamiento de cargas y operaciones utilitarias, así como la entrada de pasajeros.
Puede despegar en 550 m con el MTOW de 7500 kg. La carga máxima es de 2300 kg, y puede llevar 2300 kg a más de 190 km o 1100 kg con combustible a tope a más de 1300 km.

## Historia operacional
Por 2006 se habían construido 176 An-28 y M28 de todas las variantes en Polonia. La mayoría de los numerosos operadores son la antigua aviación civil soviética y la Fuerza Aérea y Armada polacas (alrededor de 25 en 2006), pequeñas cantidades se usan por la aviación civil polaca y en los Estados Unidos, Nepal, Colombia, Venezuela, Vietnam e Indonesia.
El 12 de febrero de 2009, el semanal Air Force Times informó que el Mando de Operaciones Especiales de la Fuerza Aérea (ASFOC) recibiría 10 PZL M28 Skytruck en junio del mismo año. Estos aviones llevan la designación C-145A Skytruck de la serie de designación de modelos (MDS) de la Fuerza Aérea. En 2011, un avión se estrelló al aterrizar en Afganistán y resultó dañado sin posibilidad de reparación.

## Variantes

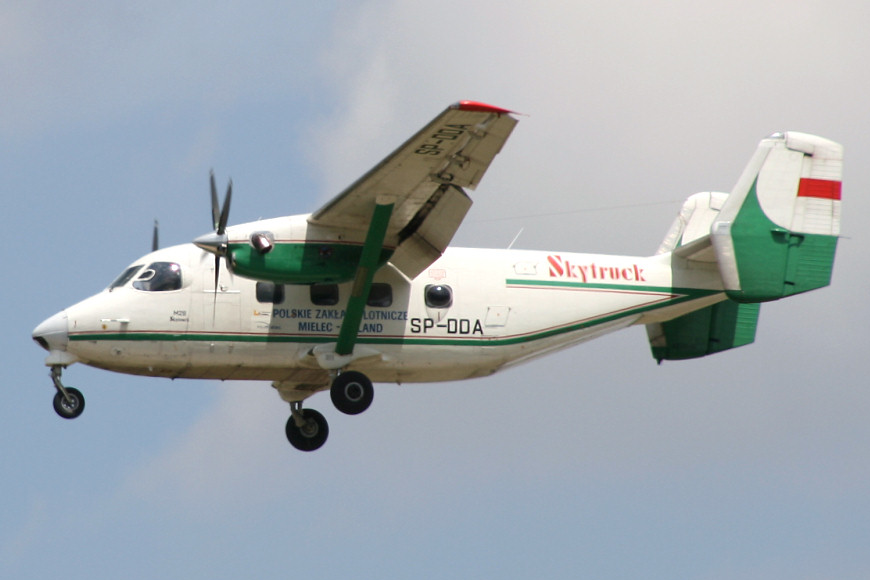
PZL M28 Skytruck.

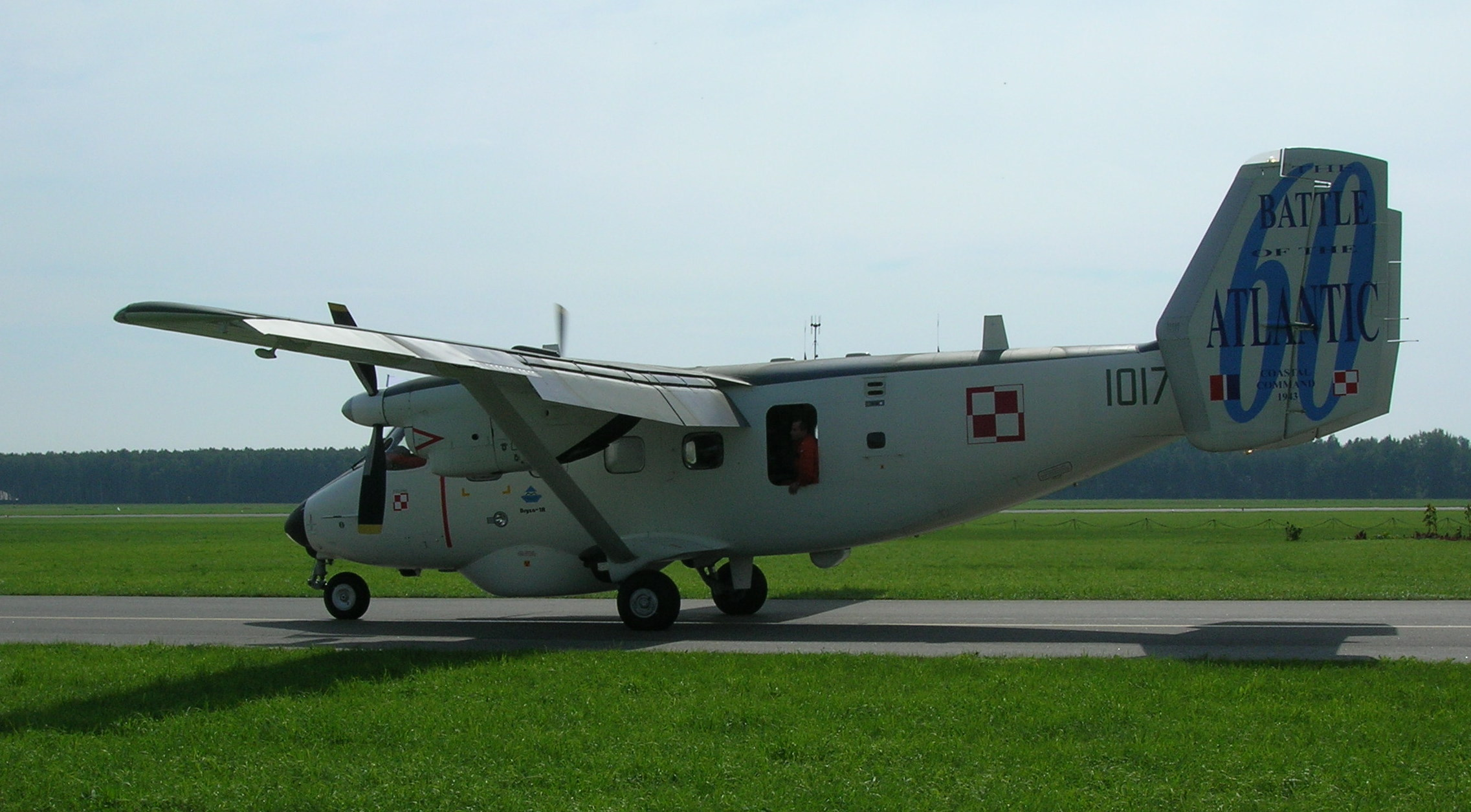
PZL M28B Bryza 1R con una librea conmemorativa.

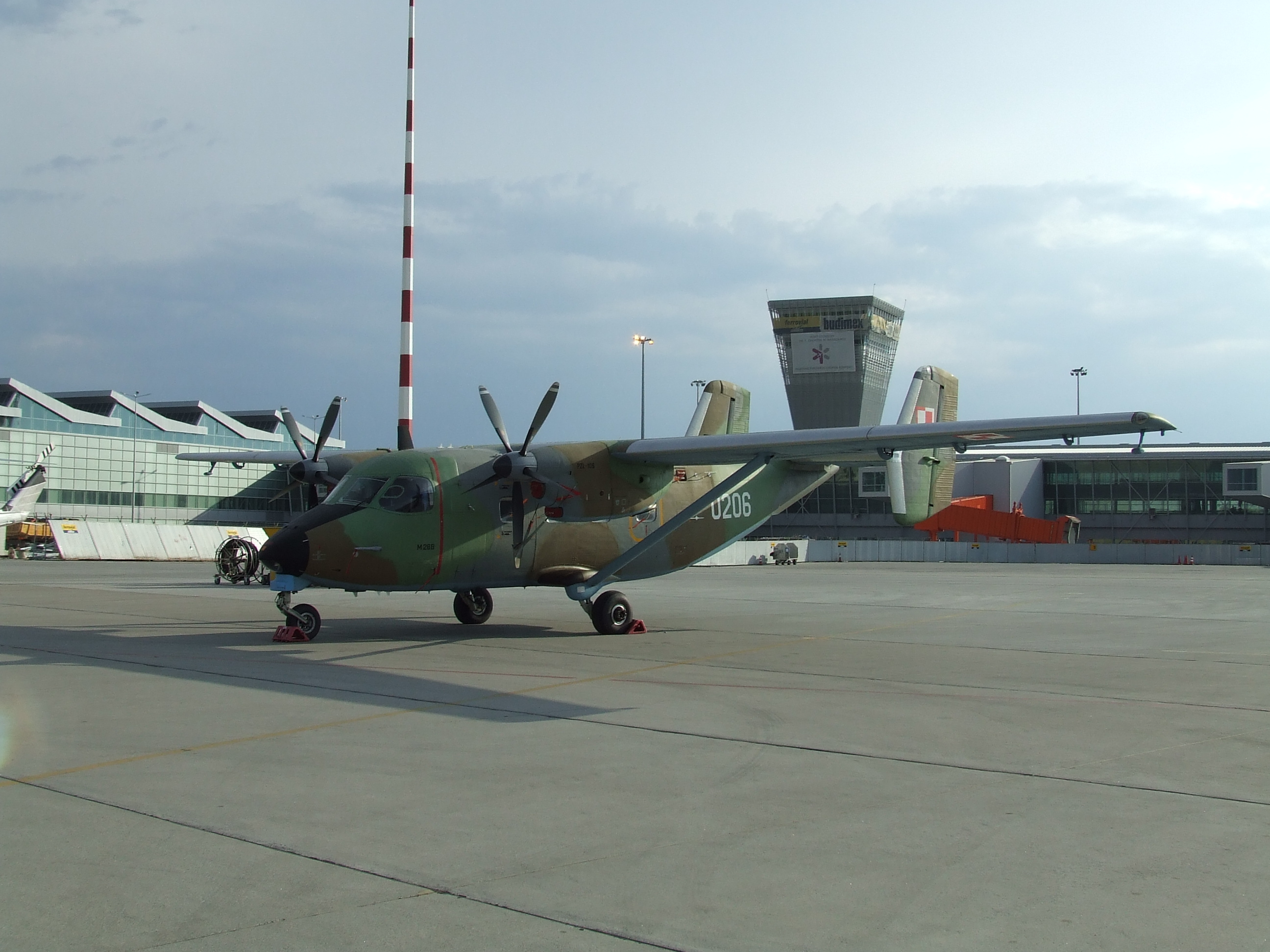
M28 Bryza en el aeródromo de Okęcie.

### Variantes de fuselaje
PZL An-28
Variante original bajo licencia de Antonov, con motores PZL-10S (TV-10B bajo licencia).
PZL M28 Skytruck
Variante de desarrollo con fuselaje y alas rediseñados, nuevos motores Pratt & Whitney Canada, nueva aviónica occidental, rotores pentapala, y otros cambios menores.
PZL M28B Bryza
Variante militarizada usada por la Fuerza Aérea y Armada polacas, similar al Skytruck, pero con motores PZL-10S.
PZL M28+ Skytruck Plus
Prototipo de una nueva variante alargada con más espacio interior, no puesta en producción.
C-145A
Variante volada por el Centro de Guerra de Operaciones Especiales de la USAF. Similar al Skytruck, pero con turbohélices Pratt and Whitney PT6A-65B. La USAF ha comenzado a retirar el avión, entregándose el primer avión, AF Ser. No. 08-0310, al 309th Aerospace Maintenance and Regeneration Group en la Base de la Fuerza Aérea Davis-Monthan, Arizona, el 28 de mayo de 2015. En junio del mismo año, 11 de los 16 aviones estaban almacenados.

### Variantes en uso por las fuerzas armadas polacas
PZL An-28TD
Variante básica de transporte. Usada principalmente para transporte y entrenamiento de paracaidistas, dos construidos.
PZL M28B
Varios aparatos de transporte con similares mejoras presentando modernizaciones de aviónica y fuselaje: Bryza 1TD, dos construidos; M28B, tres construidos; M28B Salon, uno construido; M28B TDII, TDIII y TDIV, dos construidos de cada variante.
PZL M28B Bryza 1R
Variante de patrulla marítima y reconocimiento (equipada con: radar 360° de Búsqueda y Vigilancia ASR-400, bus de datos Link-11). Usada principalmente en el patrullaje de la frontera marítima, operaciones de búsqueda y rescate y protección de la zona marítima económica nacional, siete construidos.
PZL M28B Bryza 1E
Variante de reconocimiento y patrulla marítima ecológica, dos construidos.
PZL M28B Bryza 1RM bis
Variante de patrulla y reconocimiento con capacidad de detección submarina, del año 2004 (equipada con: radar 360° de Búsqueda y Vigilancia ARS-800-2, eyección de sonoboyas hidroacústicas desechables, Sistema de Imagen Termal (FLIR), detector de anomalías magnéticas, bus de datos Link-11). Usada principalmente en patrullaje de fronteras marítimas, operaciones de búsqueda y rescate y protección de la zona marítima económica nacional, uno construido por 2006.
PZL M28 05 Skytruck
Variante de patrulla marítima y SAR de la Policía Fronteriza Polaca, del año 2006 (equipada con radar de Búsqueda y Vigilancia ARS-400M y sistema FLIR), uno construido por 2006.

## Operadores

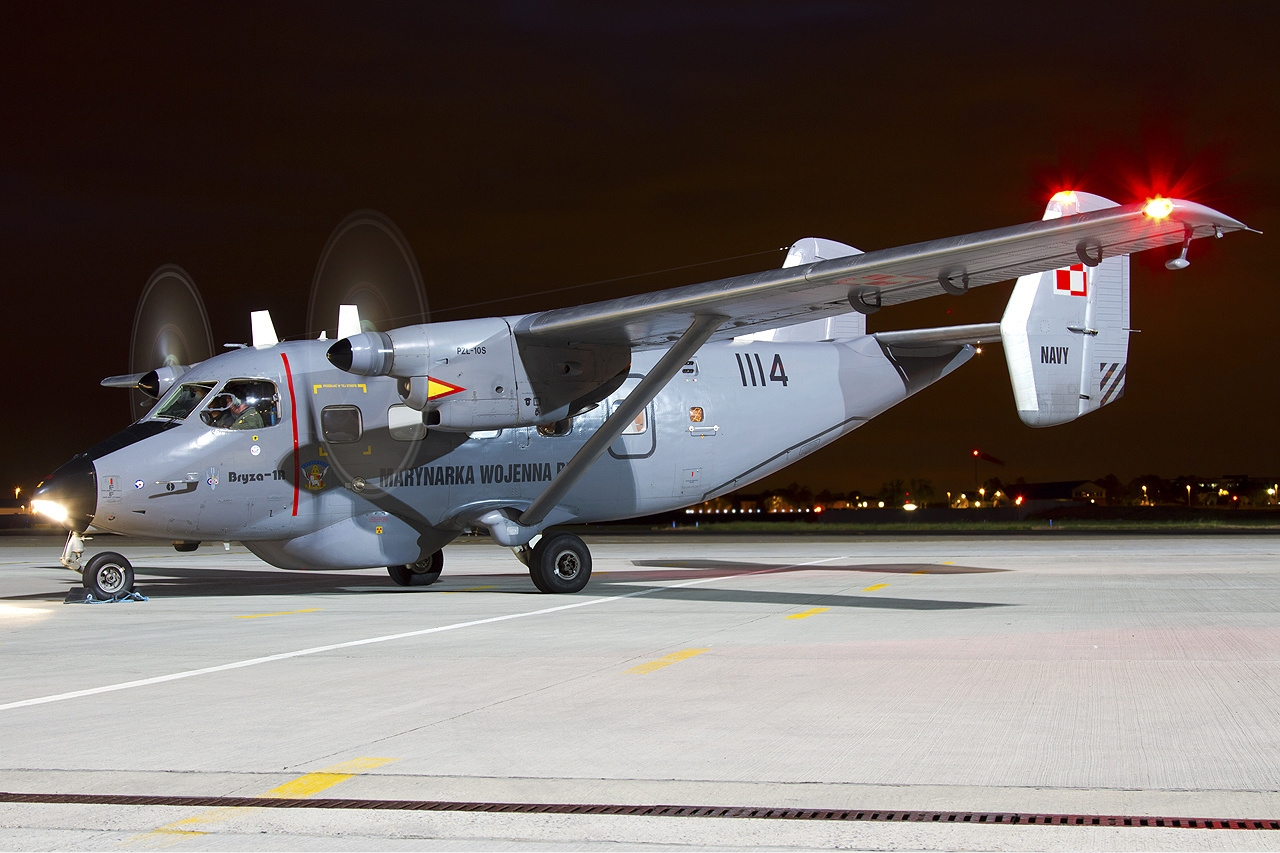
PZL M28B Bryza 1R de la Armada Polaca.

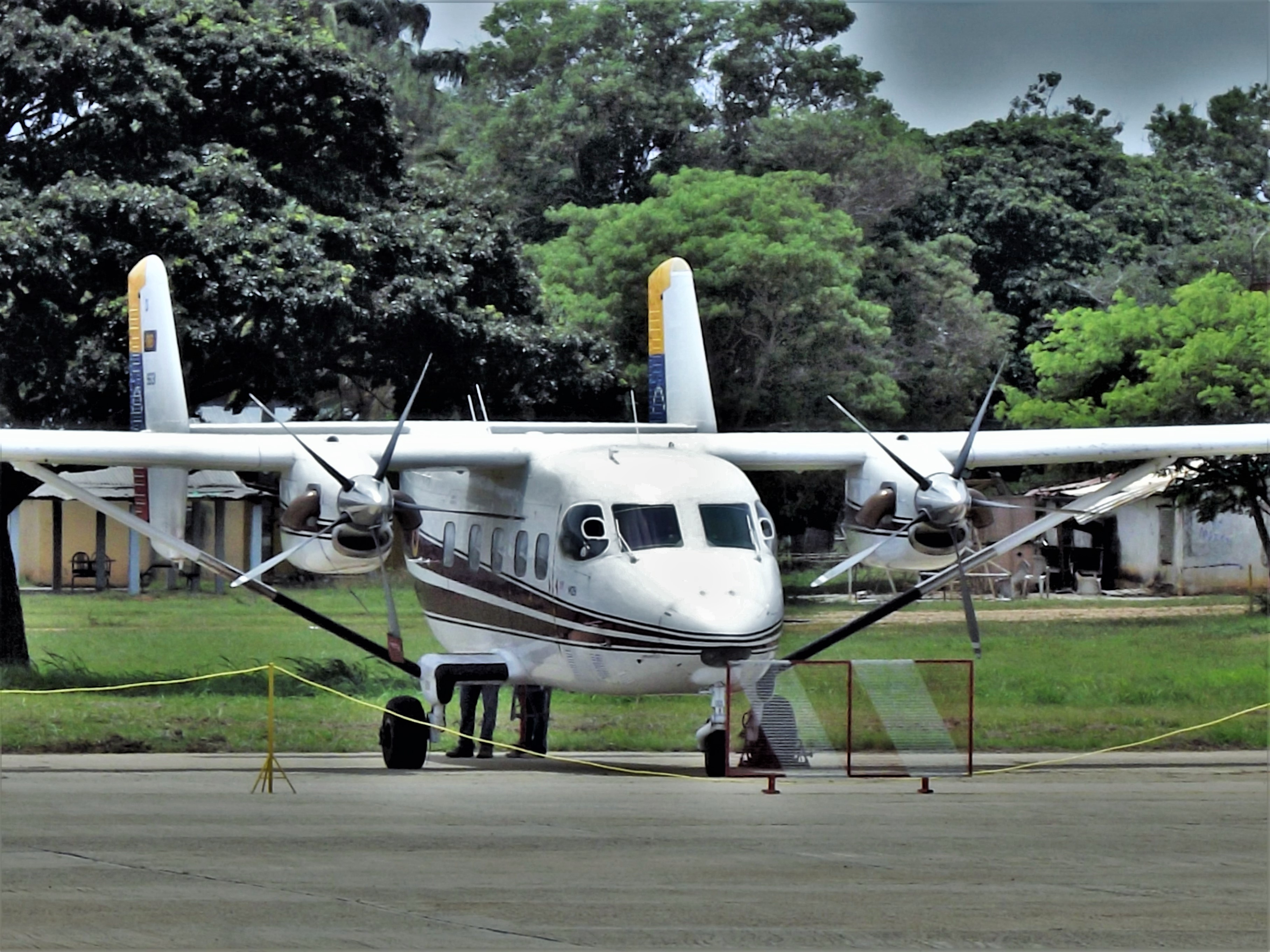
PZL Mielec M-28 Skytruck de la Guardia Nacional de Venezuela en la Base Aérea Teniente Vicente Landaeta Gil, en Barquisimeto, Venezuela.

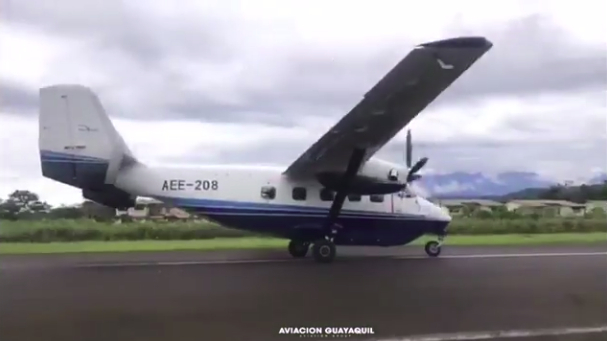
M28 de Sikorsky, matrícula AEE-208. Ecuador

### Civiles
Estados Unidos
- Sierra Nevada Corporation: 2.
- Arizona Department of Public Safety: 2.

 Guyana
- JAGS Aviation Guyana: 1.

 Indonesia
- Policía Nacional Indonesia: 4.

### Militares
Alemania

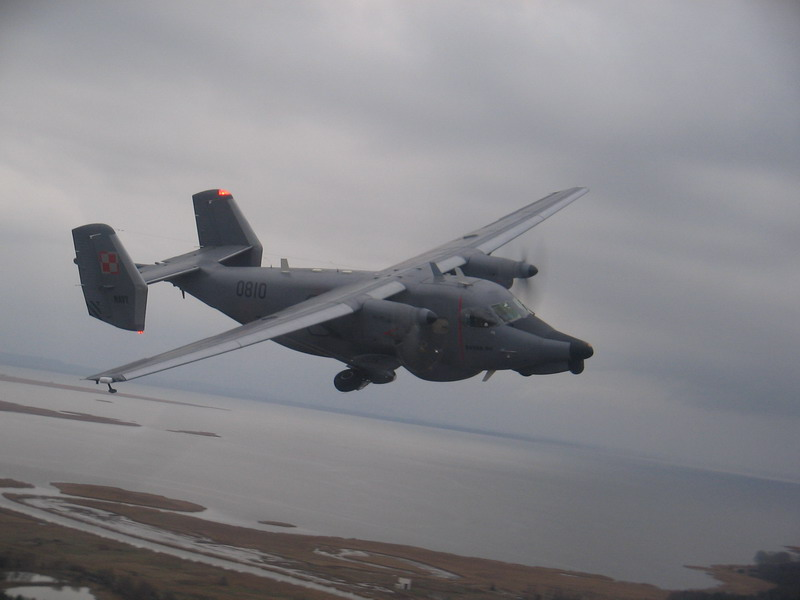
PZL M28B bis (Bryza Bis).

- Bundeswehr: 2 alquilados a una compañía privada para su uso en entrenamiento de paracaidistas desde 2017.[8]

 Ecuador
- Ejército del Ecuador: 1 en servicio por septiembre de 2018, comprado para reemplazar a un IAI Arava accidentado.[9][10]

 Estados Unidos
- Fuerza Aérea de los Estados Unidos
  - Mando de Operaciones Especiales de la Fuerza Aérea
  - Mando de la Reserva de la Fuerza Aérea

 Estonia
- Fuerza Aérea Estonia: 2 ex C-145A donados por la Fuerza Aérea de los Estados Unidos, el primero recibido en marzo de 2019.[11][12]

 Jordania
- Real Fuerza Aérea Jordana: 3.[13]

 Nepal
- Ejército Nepalí: 2.[14]

 Polonia
- Fuerza Aérea Polaca: 25.
- Armada Polaca: 16.
- Policía Fronteriza de Polonia: 1.

 Venezuela
- Aviación del Ejército Libertador: 12.
- Guardia Nacional de Venezuela: 13.

 Vietnam
- Fuerza Aérea Popular Vietnamita: 1.[15]

## Accidentes
- El 4 de noviembre de 2005, un M28 de la Fuerza Aérea Vietnamita se estrelló en el distrito de Gia Lam, Hanói. Los tres tripulantes murieron.[16]
- El 12 de junio de 2010, un M28 del Ejército de la República Bolivariana de Venezuela se estrelló en el parque nacional El Ávila. Los tres tripulantes murieron.[17][18]
- El 28 de octubre de 2010, un M28 operado por la Policía Indonesia se estrelló en la región de Nabire del estado indonesio de Papúa, muriendo cinco personas.[19]
- El 3 de diciembre de 2016, un PZL Skytruck perteneciente a la Policía Nacional Indonesia se estrelló en el océano en Dabo, Islas Riau, mientras transportaba a 13 personas. Todos murieron en el accidente. Los testigos declararon que el avión había sufrido un fallo en vuelo y que el motor del mismo estaba emitiendo humo negro.[20]
- El 30 de mayo de 2017, un PZL Skytruck, perteneciente al Ejército Nepalí, con el registro NA-048, se estrelló en el aeropuerto Kolti de Bajura, mientras su piloto estaba intentando aterrizar el avión. El avión de carga debía aterrizar en el aeropuerto Simikot en el distrito de Humla. Sin embargo, las malas condiciones atmosféricas forzaron al piloto a desviarse hacia Bajura. Este último murió, mientras que los otros dos tripulantes resultaron heridos.[21]

## Especificaciones (PZL M28)

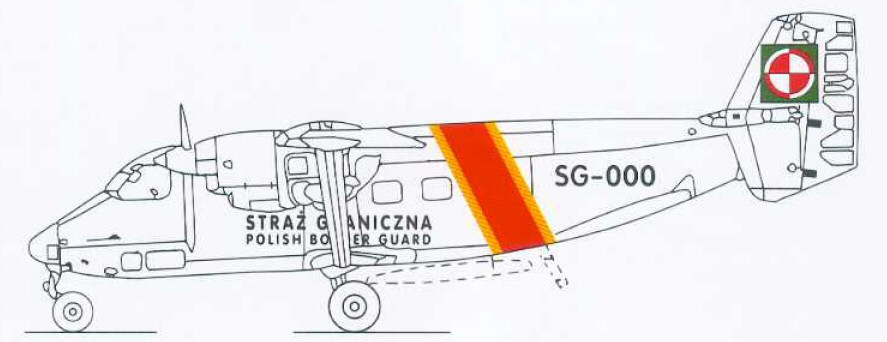
PZL M28B Bryza.

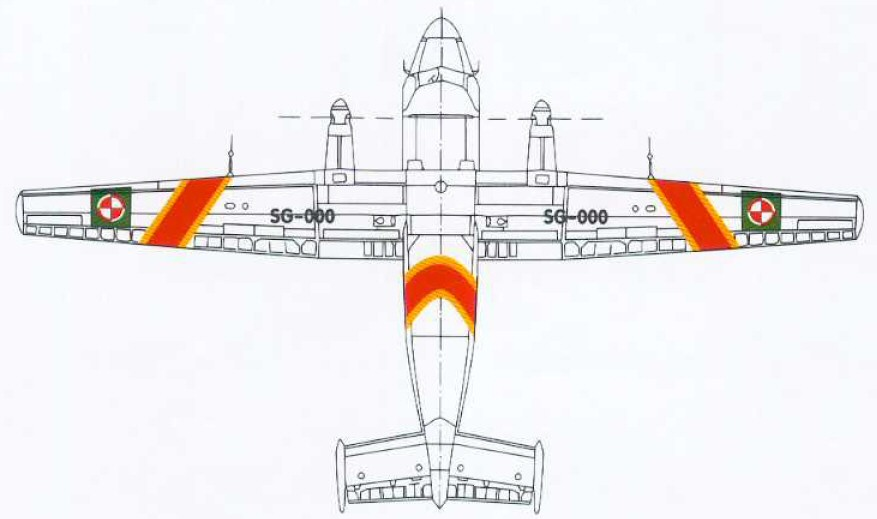
PZL M28B Bryza.

Referencia datos: Jane's All The World's Aircraft 2003–2004

### Características generales
- Tripulación: Dos (pilotos)
- Capacidad: 20 pasajeros
- Carga: 2000 kg (4408 lb)
- Longitud: 13,1 m (43 ft)
- Envergadura: 22,1 m (72,4 ft)
- Altura: 4,9 m (16,1 ft)
- Superficie alar: 39,7 m² (427,6 ft²)
- Peso vacío: 4100 kg (9036,4 lb)
- Peso máximo al despegue: 7500 kg (16 530 lb)
- Planta motriz: 2× turbohélice Pratt & Whitney Canada PT6A-65B.
  - Potencia: 820 kW (1131 HP; 1115 CV) cada uno.

### Rendimiento
- Velocidad nunca excedida (Vne): 355 km/h (221 MPH; 192 kt)
- Velocidad crucero (Vc): 270 km/h (168 MPH; 146 kt)
- Velocidad de entrada en pérdida (Vs): 123 km/h (76 MPH; 66 kt)
- Alcance: 1500 km (810 nmi; 932 mi)
- Techo de vuelo: 7620 m (25 000 ft)
- Régimen de ascenso: 11 m/s (2165 ft/min)

### Armamento
- Armas de proyectiles: ametralladoras de 7,2 mm
- Puntos de anclaje: 2 puntos fuertes con una capacidad de 320 kg cada uno, para cargar una combinación de:   
  - Cohetes: Hydra de 70 mm
  - Misiles: AGM-144 Hellfire

## Aeronaves relacionadas

### Desarrollos relacionados
- Antonov An-14
- / Antonov An-28

### Aeronaves similares
- Dornier Do 228
- GAF Nomad
- de Havilland Canada DHC-6 Twin Otter
- Harbin Y-12
- CASA C-212
- IAI Arava
- Shorts Skyvan

### Secuencias de designación
- Secuencia M-_ (interna de PZL Mielec): ← M-24 - M-25 - M-26 - M28 - I-22
- Secuencia C-_ (Aviones de Carga estadounidenses (secuencia original revivida), 2005-presente): C-143 - C-144 - C-145 - C-146 - C-147